# 北京市监狱管理局
北京市监狱管理局，加挂北京市戒毒管理局牌子，是中华人民共和国北京市人民政府主管北京全市履行监管改造罪犯的职责工作的部门管理机构，现由北京市司法局管理。

## 职能处室
- 信息技术处
- 生活卫生处
- 工会
- 审计处
- 监察处〈纪委〉
- 基建处
- 技术装备处
- 计划财务处
- 生产处
- 狱政管理处
- 教育改造处
- 刑罚执行处
- 法制处
- 新闻中心
- 政策研究室
- 行政处
- 办公室
- 老干部处
- 秘书处〈机关政治处、机关党委〉
- 教育训练处
- 宣传处
- 劳动人事处
- 组织处[2]

## 直属机构

### 押犯单位
- 北京市监狱
- 北京市第二监狱
- 北京市延庆监狱
- 北京市良乡监狱
- 北京市女子监狱
- 北京市未成年犯管教所
- 北京市监狱管理局中心医院（加挂北京市新康监狱牌子）
- 北京市外地罪犯遣送处（又称北京市天河监狱）
- 北京市监狱管理局清河分局
  - 北京市监狱管理局清河分局柳林监狱
  - 北京市监狱管理局清河分局金钟监狱
  - 北京市监狱管理局清河分局前进监狱
  - 北京市监狱管理局清河分局潮白监狱
  - 北京市监狱管理局清河分局清园监狱
  - 北京市监狱管理局清河分局垦华监狱

### 医院
- 北京市监狱管理局中心医院（加挂北京市新康监狱牌子）
- 北京市监狱管理局清河分局医院